# Neuweier

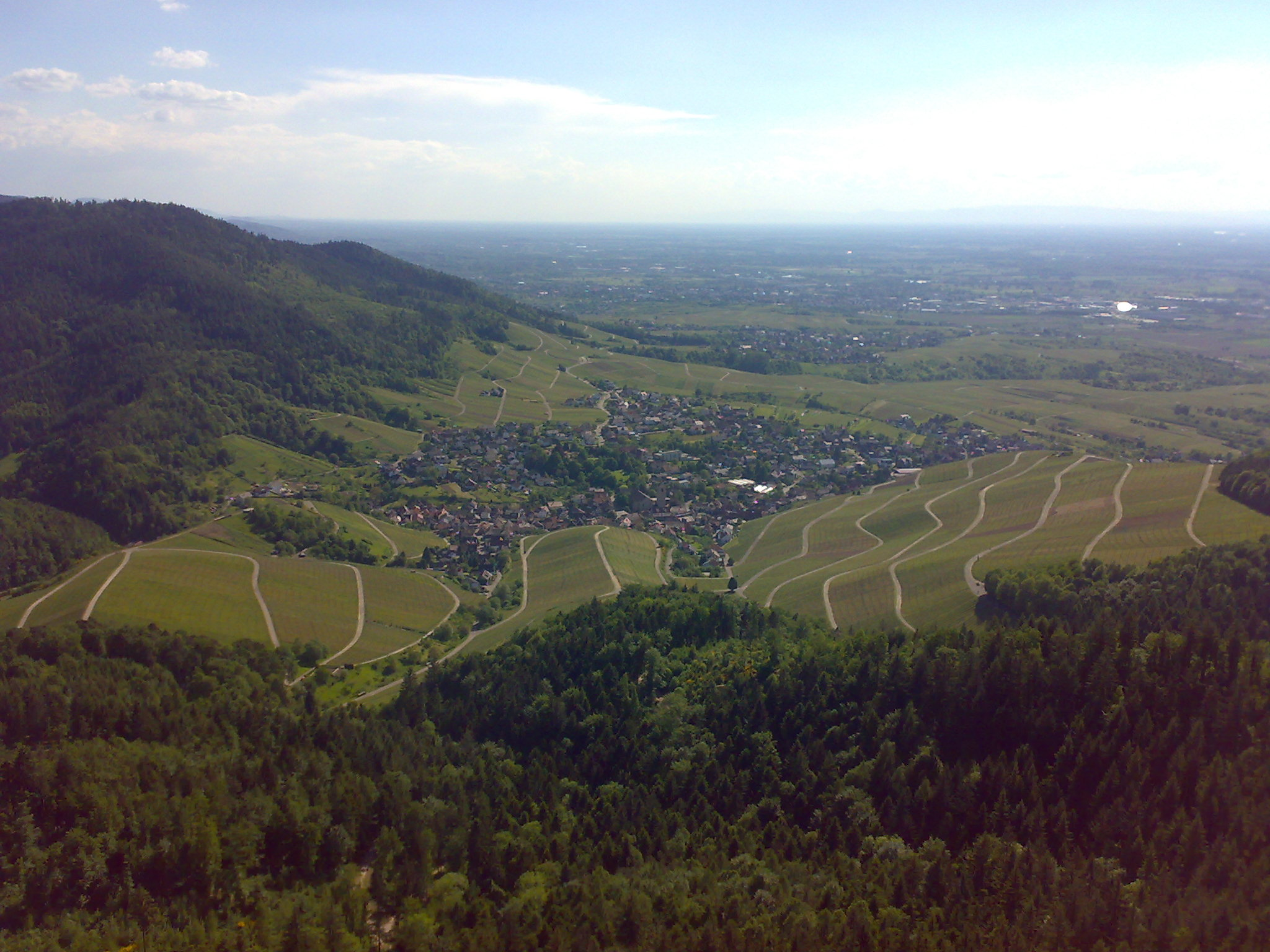
Blick auf Neuweier

Neuweier (alemannisch Neiwier) ist ein Stadtteil von Baden-Baden.

## Geografische Lage
Das auf 182 m Höhe in der Vorbergzone des Schwarzwalds gelegene Dorf hat 2135 Einwohner und eine Fläche von 606 Hektar. Davon sind 334 ha Wald und 124 ha Rebfläche.

## Geschichte
Die älteste erhaltene Erwähnung von Neuweier stammt von 1297. Älter als der namensgebende Kernort ist der ehemals räumlich getrennte Weiler Schneckenbach, der heute mit Neuweier zusammengewachsen ist. Die älteste erhaltene Erwähnung Schneckenbachs stammt aus dem Jahr 1253. 1549 kam Neuweier an das Rittergeschlecht derer von Dalberg. Am 1. Juli 1972 wurde der Ort nach Baden-Baden eingemeindet und verließ somit den Landkreis Bühl. Seit 2011 ist Neuweier ein staatlich anerkannter Erholungsort.

## Weinbau
Neuweier gehört neben Varnhalt und Steinbach zu den Orten des Baden-Badener Reblands. Die Winzer der Region sind in der Genossenschaft Affentaler Winzer organisiert. Die von ihr erzeugten Weine werden über das Baden-Badener Weinhaus am Mauerberg vertrieben. Die drei Weindörfer, die alle am Ortenauer Weinpfad liegen, haben als einzige Orte in Deutschland außerhalb Frankens das Recht, ihren Wein in Bocksbeuteln abzufüllen. Dieses Recht erhielten sie vom Würzburger Bischof im 18. Jahrhundert. Die von den drei Orten bebaute Rebfläche gehört mit ca. 250 ha zu den größten geschlossenen Weinanbaugebieten Deutschlands, wobei Neuweier einer der größten Weinbauorte der Ortenau ist.

## Sehenswürdigkeiten
Am Ortseingang liegt das im 12. Jahrhundert als Wasserburg erbaute untere Schloss Neuweier. Mehrmalige Zerstörungen in verschiedenen Kriegen und die darauffolgenden Wiederaufbauten haben dazu geführt, dass verschiedenste Stilelemente, u. a. der Gotik, der Renaissance und des Barocks das Gebäude prägen.

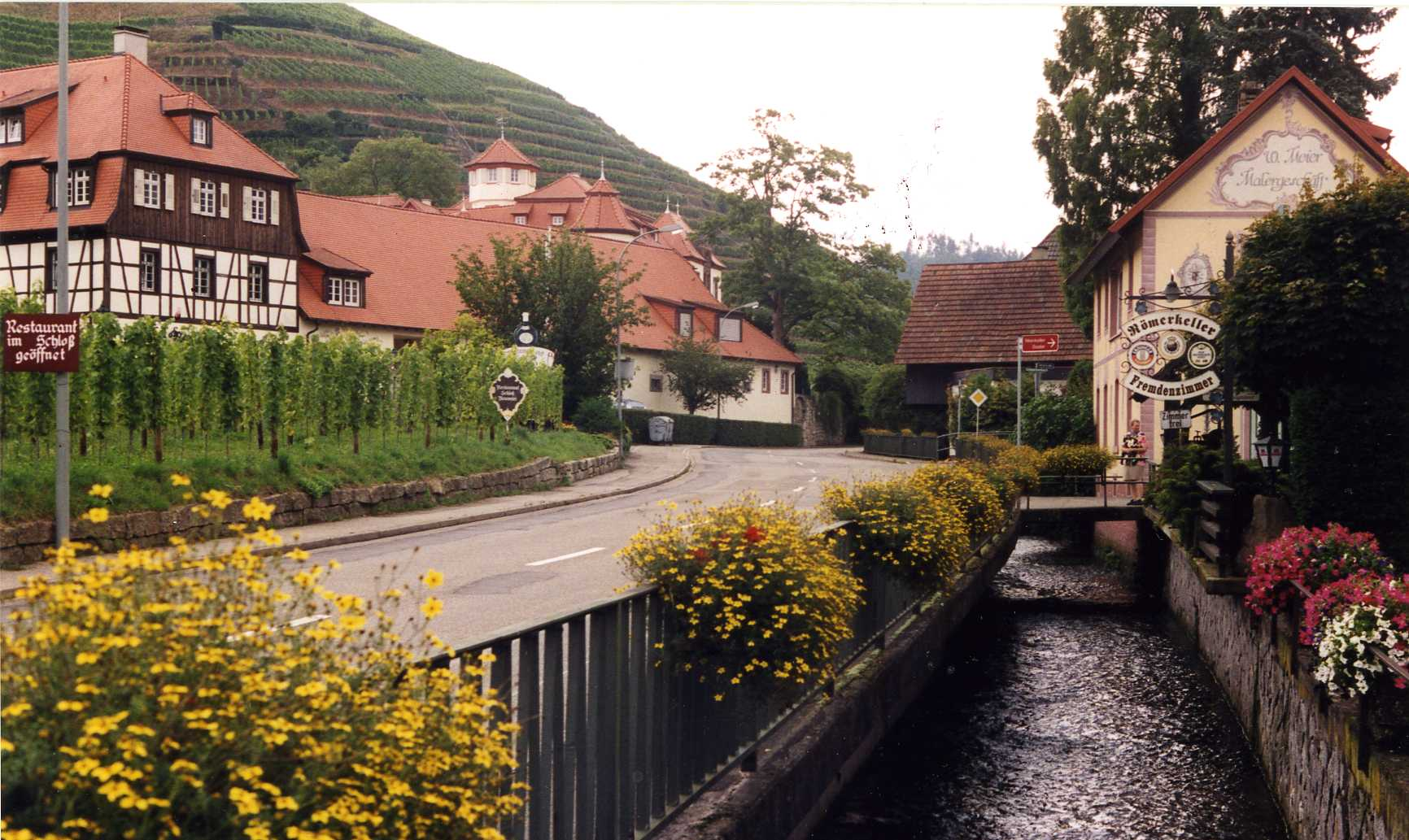
Schloss vor Weinbaugebiet Mauerberg

Das obere Schloss Neuweier, eine Tiefburg, wurde im 18. Jahrhundert abgerissen. Es stand in der Nähe der heutigen Pfarrkirche St. Michael.

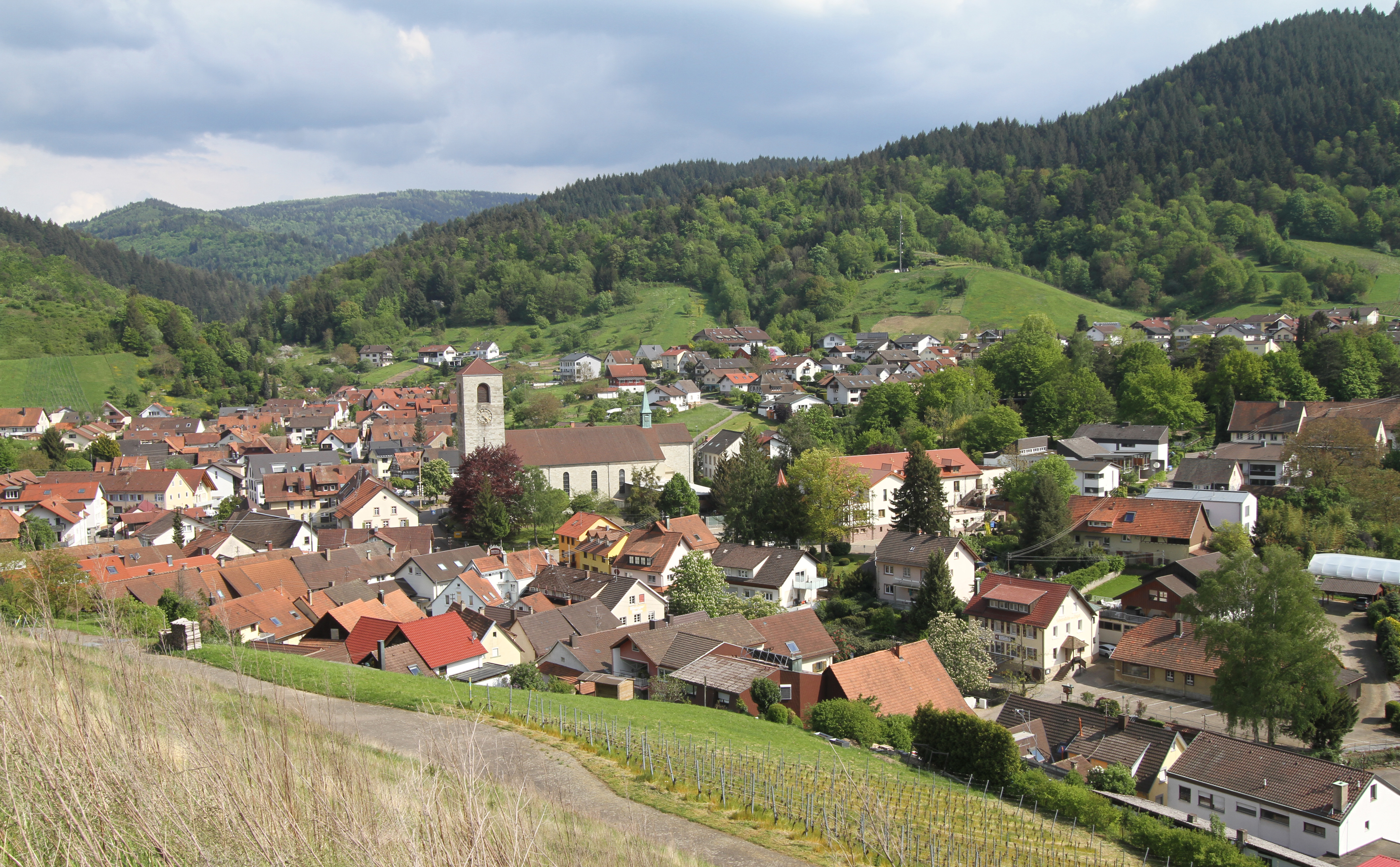
Ortsmitte mit Kirche

Wahrzeichen von Neuweier ist die Yburg, die nordöstlich des Ortes auf der 520 m hohen Schwarzwald-Erhebung Yberg liegt.

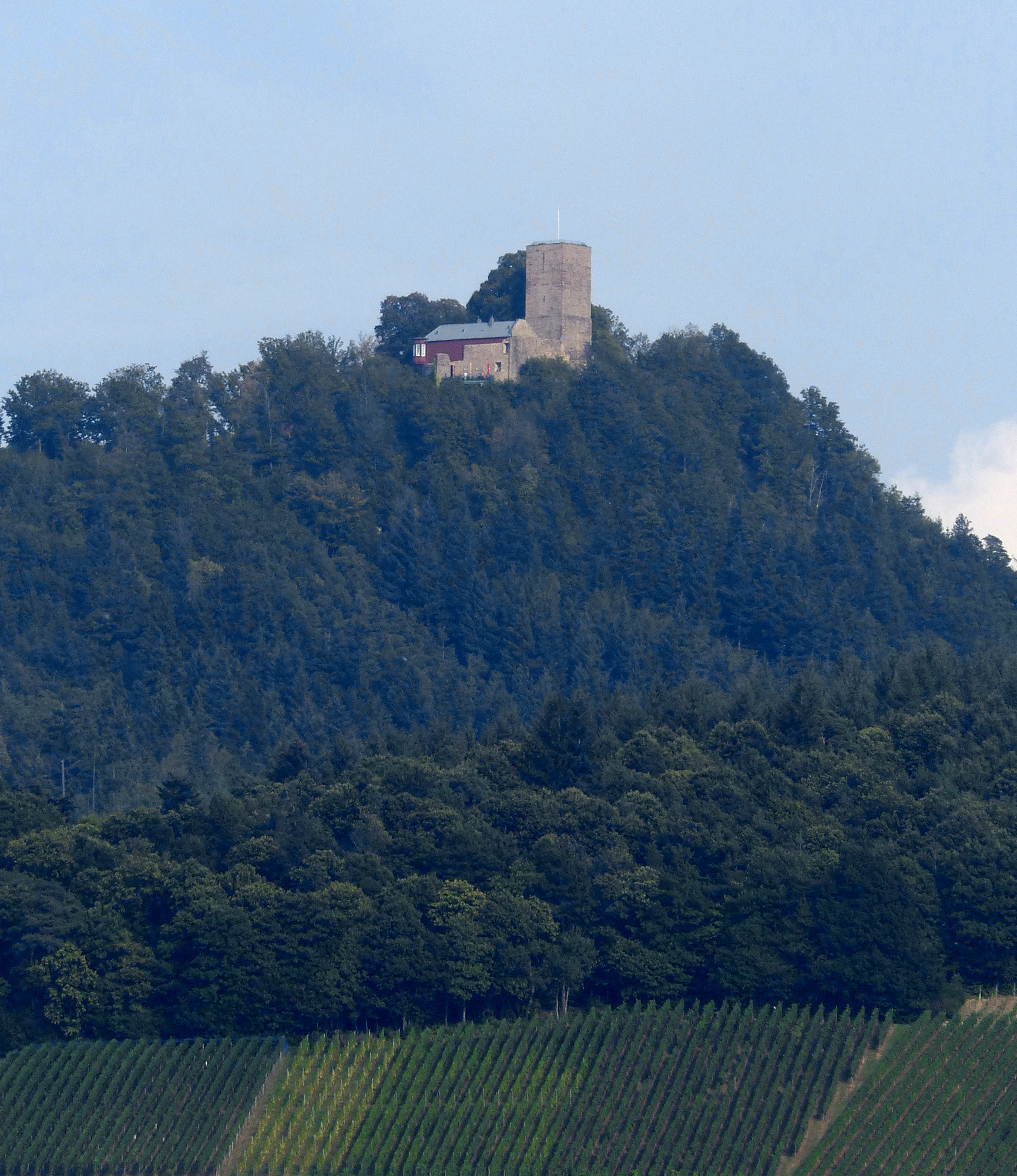
Yburg